# Iain Hamilton
Iain Ellis Hamilton (født 6. juni 1922 i Glasgow, Skotland - død 21. juli 2000 i London, England) var en skotsk/engelsk komponist, pianist og lærer.
Hamilton voksede op I England, og studerede komposition og klaver på Det kongelige Musikkonservatorium i London hos bla. William Alwyn. Han har skrevet 5 symfonier, orkesterværker, koncertmusik, kammermusik, korværker, operaer, scenemusik, solostykker for mange instrumenter etc. Hamilton underviste som lærer i komposition på Morley Musikkonservatorium, og på Duke Universitetet i Nord Carolina i USA. Han døde i London i (1962) 78 år gammel. Han hørte til de vigtige komponister i sin generation i Storbritannien.

## Udvalgte værker
- Symfoni nr. 1 "Cyrano de Bergerac" (1948–1949) - for orkester
- Symfoni nr. 2 (1951) - for orkester
- Symfoni nr. 3 i G "Forår" (1981) - for orkester
- Symfoni nr. 4 i B (1979–1981) - for orkester
- Symfoni (1959) - for to orkestre
- Symfoni Koncertante (1989) - for violin, bratsch og kammerorkester
- Bulgarien: (Fremkaldelse) (1999) - for orkester
- Klaverkoncert nr. 1 (1967) - for klaver og orkester
- Klaverkoncert nr. 2 (1987-1988) - for klaver og orkester
- Klarinetkoncert (1950-1951) - for klarinet og orkester
- Orgelkoncert (1964) - for orgel og orkester
- Kleopatra (1977) - for sopran og orkester
- 4 Strygekvartetter (1952, 1965-1971, 1984, 1984)